# Francisco Luiz
Francisco Luiz (Lisboa, mitjan segle xvii i mort el 1693) fou un compositor religiós portuguès.
Va ser mestre de capella en la seva ciutat natal, i deixà misses, salms i villancets.